# أدريان باين
باين أدريان (بالإنجليزية: Adreian Payne)‏ مواليد 19 فبراير 1991، هو لاعب كرة سلة أمريكي لعب مع فريق مينيسيوتا تيمبر وولفز في الرابطة الوطنية لكرة السلة ويحمل الرقم 3. يبلغ طوله 6 قدم 10 بوصة (2.1 م).

## فرق لعب لها
- أتلانتا هوكس
- مينيسيوتا تيمبر وولفز

## روابط خارجية
- أدريان باين على موقع إن بي أي (الإنجليزية)
- أدريان باين على موقع سبورتس رفرنس (الإنجليزية)
- أدريان باين على موقع كرة السلة الأوروبية.كوم (الإنجليزية)
- أدريان باين على موقع إي إس بي إن.كوم (الإنجليزية)
- أدريان باين على موقع كلية كرة السلة في سبورتس رفرنس.كوم (الإنجليزية)
- أدريان باين على موقع ريلجم (الإنجليزية)
- أدريان باين على موقع بروبوليرز (الإنجليزية)
- أدريان باين على موقع سبورتس رفرنس (الإنجليزية)
- أدريان باين على موقع سبورتس رفرنس (الإنجليزية)